# Francisco Estruch y Martí
Francisco Estruch y Martí de Veses (Onil, 29 de julio de 1762-Valencia, 30 de diciembre de 1837) fue un presbítero español.

## Biografía
Nació en la villa de Onil, Alicante, el 29 de julio de 1762. Fue presbítero y pavorde de la Catedral de Santa María de Valencia, catedrático de cánones de la Universidad de Valencia y perteneció a la Orden de Montesa y San Jorge de Alfama.
Falleció en Valencia el 30 de diciembre de 1837. Su sobrino, Pascual Maria Estruch y Mayor, dejó en su testamento a la biblioteca de la Universidad de Valencia los libros que poseía del pavorde.